# KiZmom
KiZmom fue un canal de televisión surcoreano de origen estadounidense dirigido a niños y adolescentes. El canal fue propiedad de SBS ViacomCBS, una empresa conjunta de SBS Medianet y ViacomCBS Networks EMEAA.
El canal cerró en dicho país el 30 de junio de 2022 y fue reemplazado por otro canal llamado Kizmom, el cual también tiene como objetivo a un público infantil. 

## Historia

### Antecedentes

#### Originales de Nickelodeon en canales generalistas
En Corea del Sur, algunas de las series originales de Nickelodeon, como Rugrats, Rocket Power, The Wild Thornberrys, SpongeBob SquarePants y Dora the Explorer, se mostraron en lo que ahora es EBS1 (operado por la emisora de servicio público EBS). Jimmy Neutrón fue transmitido por MBC. Las pistas de Blue fue mostrado en KBS2 (del sector público emisora KBS). La versión coreana de esas series fue producida por (o para) las propias emisoras, pero ninguna de ellas tenía un bloque con la marca Nickelodeon.

#### Bloque de KiZmom en JEI TV
JEI TV (un canal de televisión especializado propiedad de JEI Corporation), después de hacer un trato con Viacom, ejecutó un bloque de programación de Nickelodeon durante años. Comenzó con programas de televisión que no se emitían en los canales terrestres generalistas. Pero más tarde, emitieron su propio doblaje coreano de lo que se mostró en EBS. Esos doblajes alternativos fueron producidos por Arirang TV Media (una subsidiaria de Arirang TV).

#### SkyLife lleva Nickelodeon al sudeste asiático
El proveedor de televisión por satélite SkyLife llevó la versión del sudeste asiático de Nickelodeon de 2003 a 2006. Una negociación entre SkyLife y On-Media para extender el acuerdo de transporte fracasó, por lo que SkyLife eligió a Nickelodeon Southeast Asia para reemplazar a Tooniverse (entonces propiedad de On-Media) en la plataforma. La transmisión de prueba comenzó en enero de ese año, antes del lanzamiento formal en marzo. En 2005, cuando SkyLife y Sony Pictures Television International llegaron a un acuerdo para lanzar una versión surcoreana de Animax, se anunció que Nickelodeon Sudeste de Asia sería eliminado de la plataforma en 2006. SkyLife no llevó la nueva versión surcoreana de Nickelodeon hasta 2014.

### Lanzamiento y después
Las transmisiones de prueba de una versión surcoreana dedicada de Nickelodeon comenzaron el 1 de agosto de 2005, antes del lanzamiento formal a finales de 2005. Este fue el resultado de un acuerdo entre On-Media (entonces propiedad de Orion Group) y MTV Networks Asia. Inicialmente, el canal se denominó Nick y estaba disponible exclusivamente en proveedores de televisión por cable. También se lanzó un bloque de programación con la marca Nickelodeon en Tooniverse de On-Media en esa época.
En noviembre de 2008, el canal se convirtió en una subsidiaria de C&M Communication, junto con MTV, cuando On-Media vendió un porcentaje de sus acciones en On Music Network (que luego se convirtió en MTV Networks Korea). Pero un bloque de Nickelodeon en Tooniverse continuó. El canal pasó a llamarse oficialmente Nickelodeon en 2010, utilizando el nuevo logo que se dio a conocer hace meses en los Estados Unidos.
En septiembre de 2011, SBS, una emisora comercial, se convirtió en el socio surcoreano oficial de Viacom (ahora se fusionó nuevamente con CBS Corporation para formar ViacomCBS en 2019), adquiriendo acciones en MTV Networks Korea de propietarios anteriores de Corea del Sur y cambiando el nombre de la empresa conjunta SBS. Viacom. Con esto, Nickelodeon se convirtió en parte de SBS.

### Cierre
El 1 de noviembre de 2005 
KiZmom cerró sus transmisiones y fue replasado por SBS Golf2.